# 신계계
신계계(新桂系)는 1920년대에 구계계에 맞서 일어난 군벌이자 중국국민당 내 파벌로, 리쭝런, 바이충시 등 광서 출신 인사가 주도했다. 제1차 국공합작 성립과 북벌 이후 광시 군벌은 중국에서 가장 강력한 군벌 중 하나로 성장했다.
이 단체는 항일전쟁 당시 국민혁명군의 선봉으로 맹활약했으며, 광둥성, 광시성, 푸젠성, 타이완성에서 굉장히 높은 지지를 얻었다. 그러나 1949년 남하한 인민해방군에게 패배를 당하고 타이완으로 대피, 1953년에 해체되었다.

## 명칭
중화권에선 신계계(新桂系)로 불린다. 지역 명칭으로 신광서군벌이라고도 한다.

## 창설
린후가 이끈 호국군 제6군의 통수권자였던 리쭝런은 양광 군벌 간 벌어진 제2차 월계 전쟁 후 상관을 따라 광동으로 가는 것을 꺼려했고, 1,000여 명의 병사를 거느리고 광서의 육만대산에 들어가 세를 키웠다. 리쭝런은 광서 육군소학당의 동창인 황샤오훙과 바이충시에게 연락했다. 1922년 5월, 리쭝런은 '광서자치군 제2로 총사령'을 자칭하며 스스로 자리에 올랐다. 리쭝런의 군은 옥림(위린), 용서(룽셴) 등 7개 현과 시를 장악하고 있었으며, 동맹군을 통합한 뒤 그 병력을 3,000여 명까지 늘렸다. 그 후 리쭝런은 루룽팅의 조직 개편을 명목상 받아들여 '광서 육군 제5독립여'로 개칭했다. 이 기간 동안 리쭝런은  옥림간부교습소와 사관교도대대를 창설하여 장교, 부사관 및 사병을 훈련시켜 신계계군 전력의 토대를 마련했다.이윽고 리쭝런 연합군은 6,000여 명 이상의 병력으로 성장했다.
1923년 6월, 바이충시는 광저우에서 쑨원을 방문하였고, 쑨원의 지원을 받은 황샤오훙은 '광서토적총지휘'라는 자격으로 구이저우 동부의 주요 도시인 우저우를 점령했다. 신계계군벌은 정치적으로 구계계군벌에서 공식적으로 분리되어 광서에서 성장하기 시작했다. 같은 해 10월, 이황백 3인(리쭝런, 황샤오훙, 바이충시)은 재편된 중국국민당에 입당했고, 부대는 '광서정계토적연군'으로 개칭되었다. 1924년 초, 쑨원은 리쭝런을 광서성수정독판으로, 황샤오훙을 수정회판에, 바이충시를 군참모장으로 임명했다.

## 굴기
1924년 5월 23일, 리쭝런은 '통일광서선언'을 발표하여 점차 무력으로 광서를 통일하기 시작했다. 이황백 3인은 '합종연횡'의 전략을 채택하여 먼저 루융가오의 군대를 일소하고, 그 후 루룽팅과 션훙잉이 격전을 벌인 틈을 타 션훙잉과 남북 협공 작전을 벌여 그 해 가을 루룽팅군을 격파하고 성도 난닝을 점령, 끝내 션훙잉과 결전하여 1925년 4월 그 세력을 소멸시킴으로써 비로소 광서를 통일하였다. 이로써 구계계군벌은 끝을 맞았다.
신계계군벌과 션훙잉이 결전하는 동안, 쑨원은 베이징에서 중병으로 사망했다. 이어 전계군벌의 탕지야오는 월계군벌의 천중밍, 덩벤인, 류젠환 등에 접촉하여 동쪽으로 내려가 광저우 국민당 정부를 전복시킬 준비를 하였다. 리쭝런은 탕지야오와의 협력을 거절했고, 이에 탕지야오는 룽윈, 루한, 탕지유 등을 보내 총 7만 명의 운남군을 이끌고 세 갈래로 구이저우에 입성토록 했다. 1925년 2월부터 7월까지 쿤룬관, 류저우, 샤푸, 난닝의 전투를 거쳐 신계계군벌은 마침내 세 운남군을 격파했다. 7월 22일, 운남군 잔당은 모두 운남으로 패주했다. 유명한 명장 차이어가 훈련시켰으며 장비가 잘 갖춰졌던 운남군은 힘을 잃게 됐다.

## 같이 보기
- 군벌 시대
- 구계계군벌